# Gecko diurne à poussière d'or
Phelsuma laticauda
Espèce
Synonymes
- Pachydactylus laticauda Boettger, 1880

Statut de conservation UICN

 LC  : Préoccupation mineure
Statut CITES
Phelsuma laticauda, le Gecko diurne à poussière d'or, est une espèce de geckos de la famille des Gekkonidae. 
Il est aussi appelé Gecko diurne à large queue, Gecko diurne des îles, Gecko poudre-d'or, Gecko vert à trois taches, Phelsume poussière-d'or ou tout simplement margouillat qui désigne des espèces différentes selon les pays.

## Description
Cet animal de couleur verte porte trois traits rouges caractéristiques sur le bas du dos, ainsi que du bleu vers les yeux et les pattes.

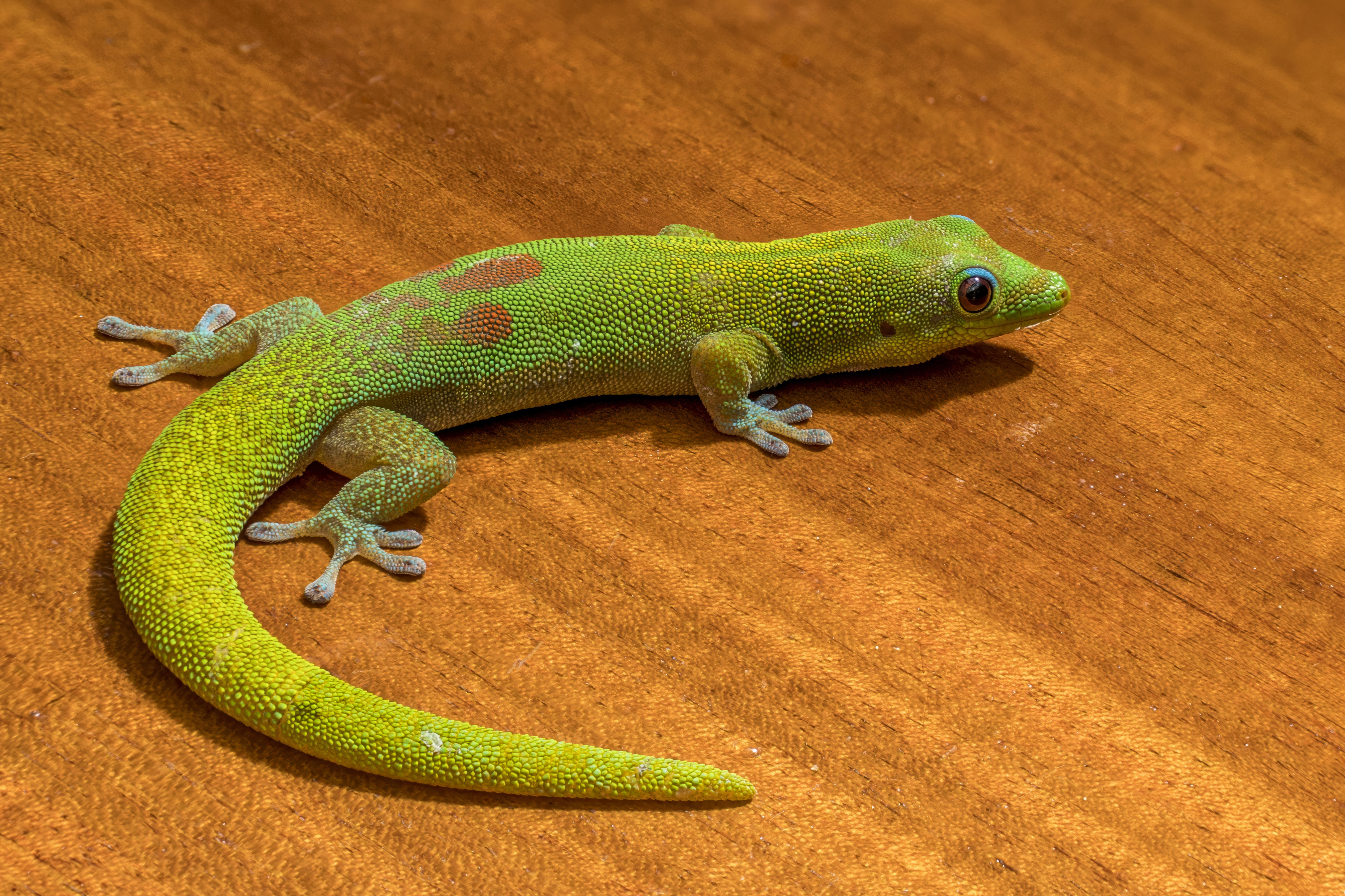
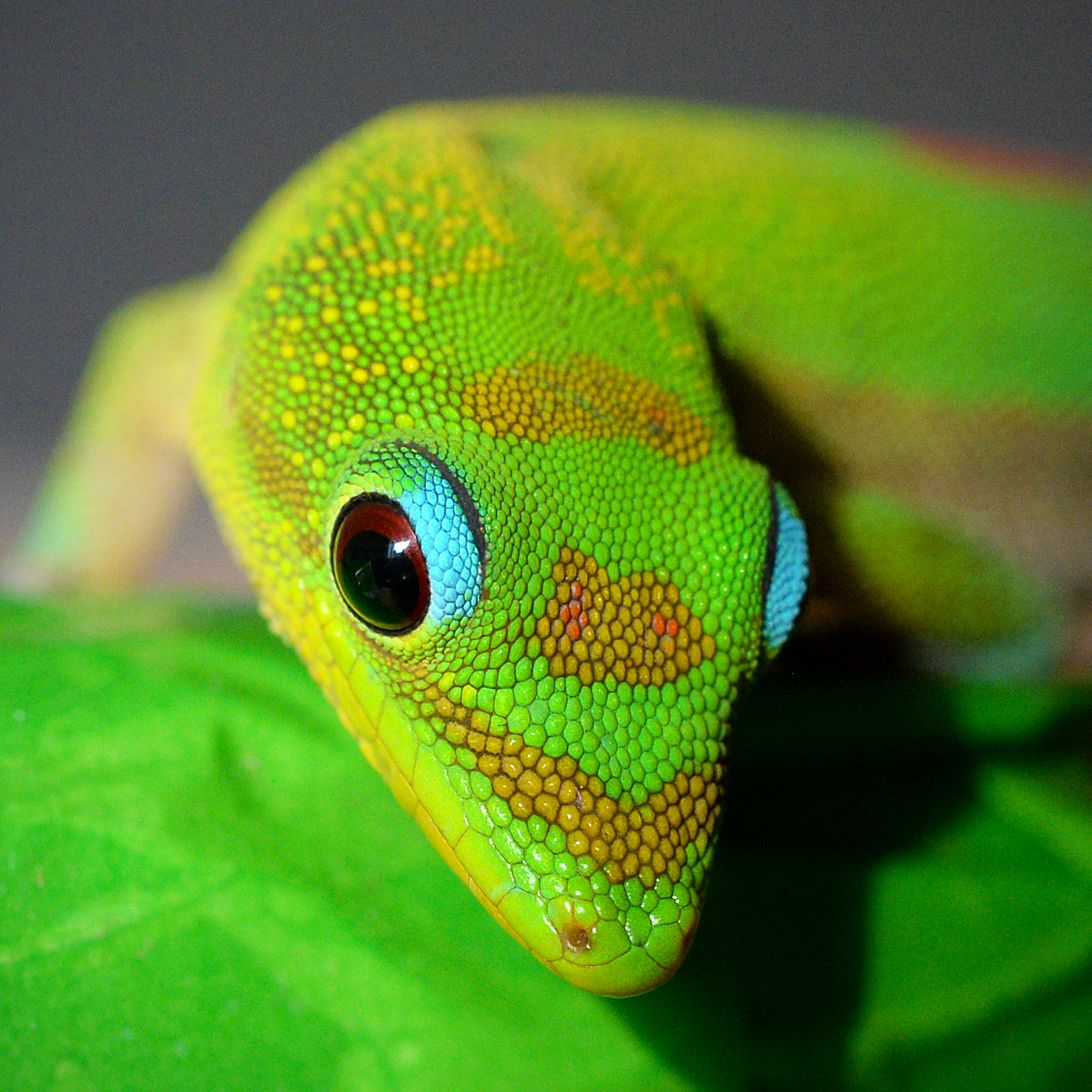
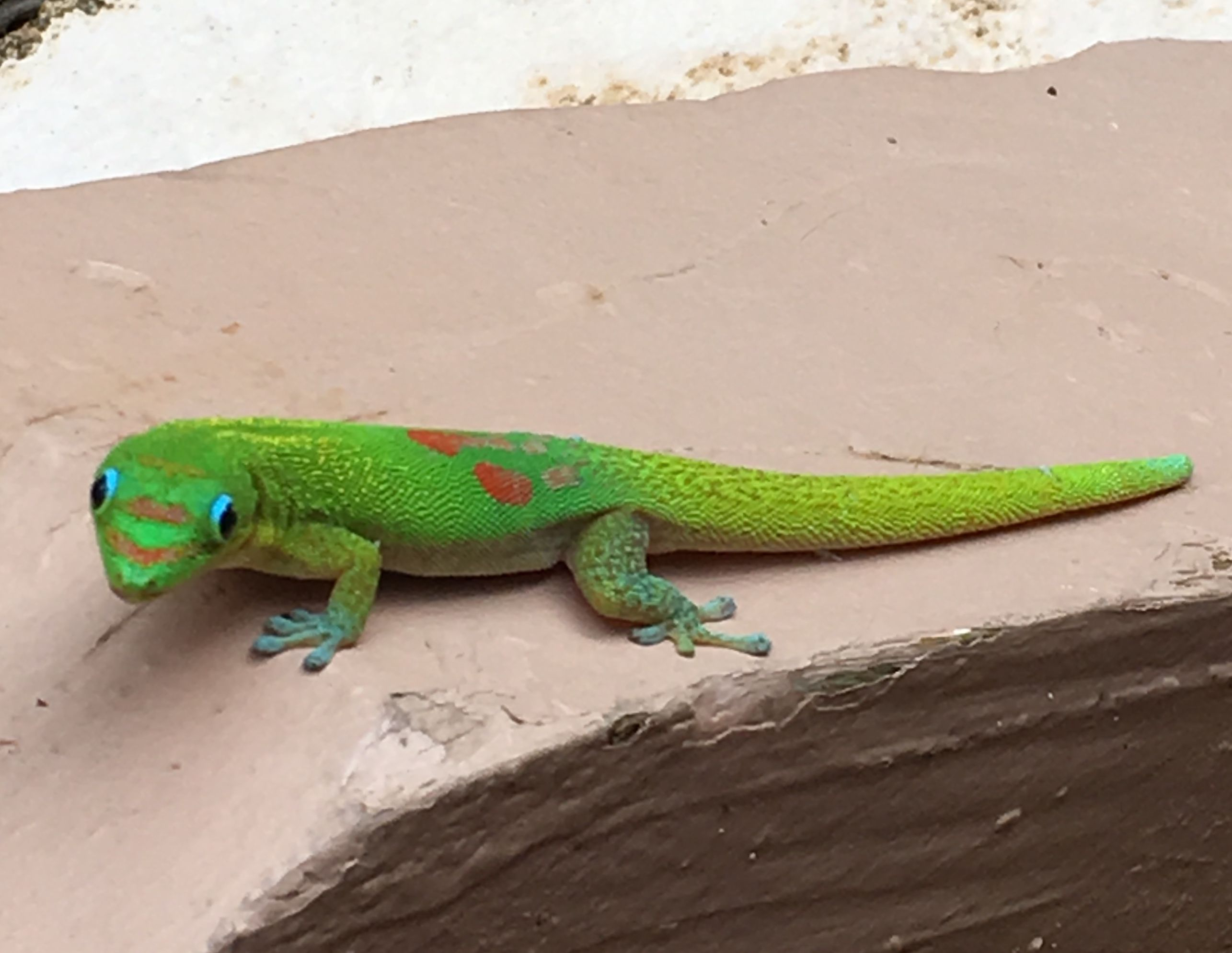
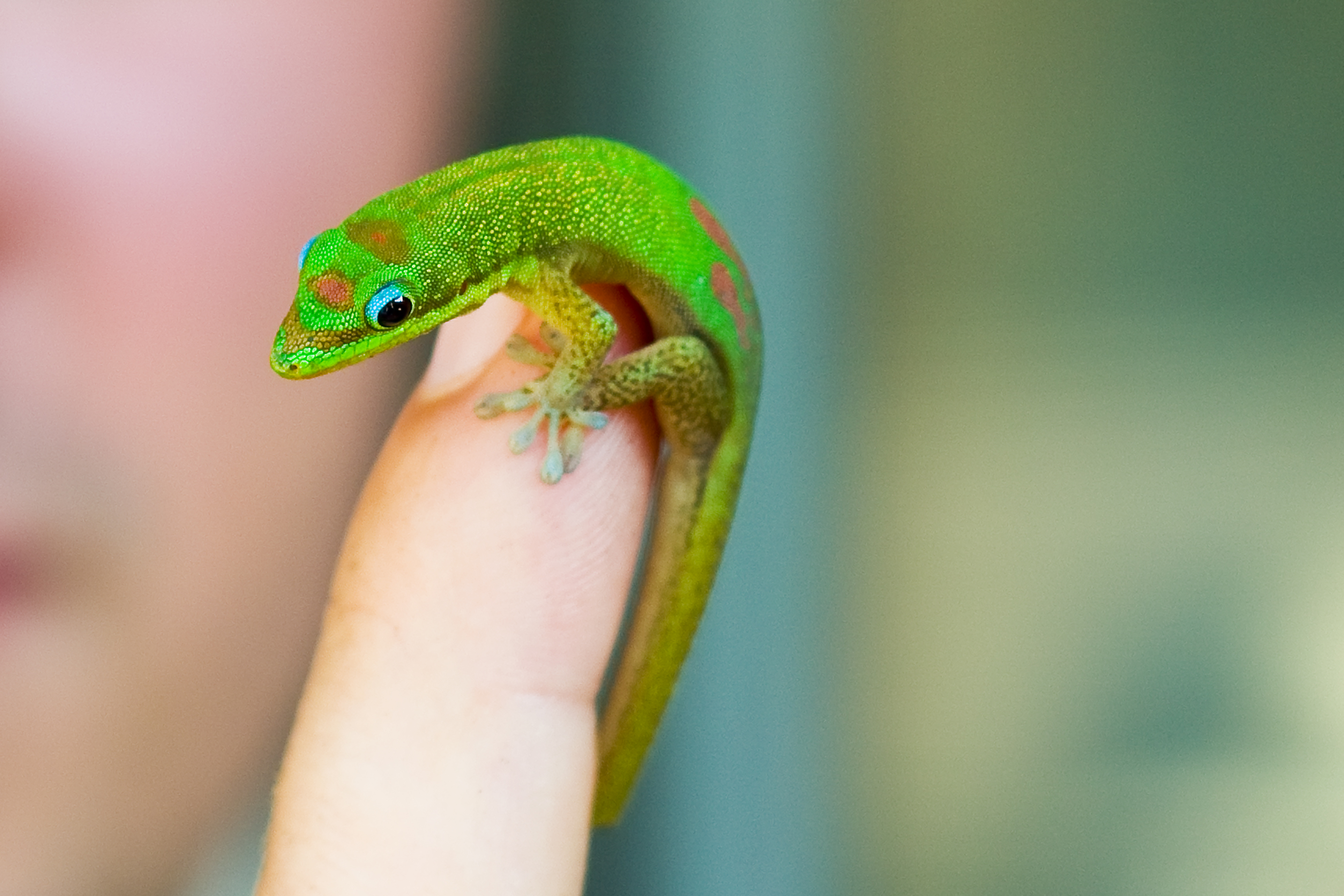
Jeune individu sur un doigt.
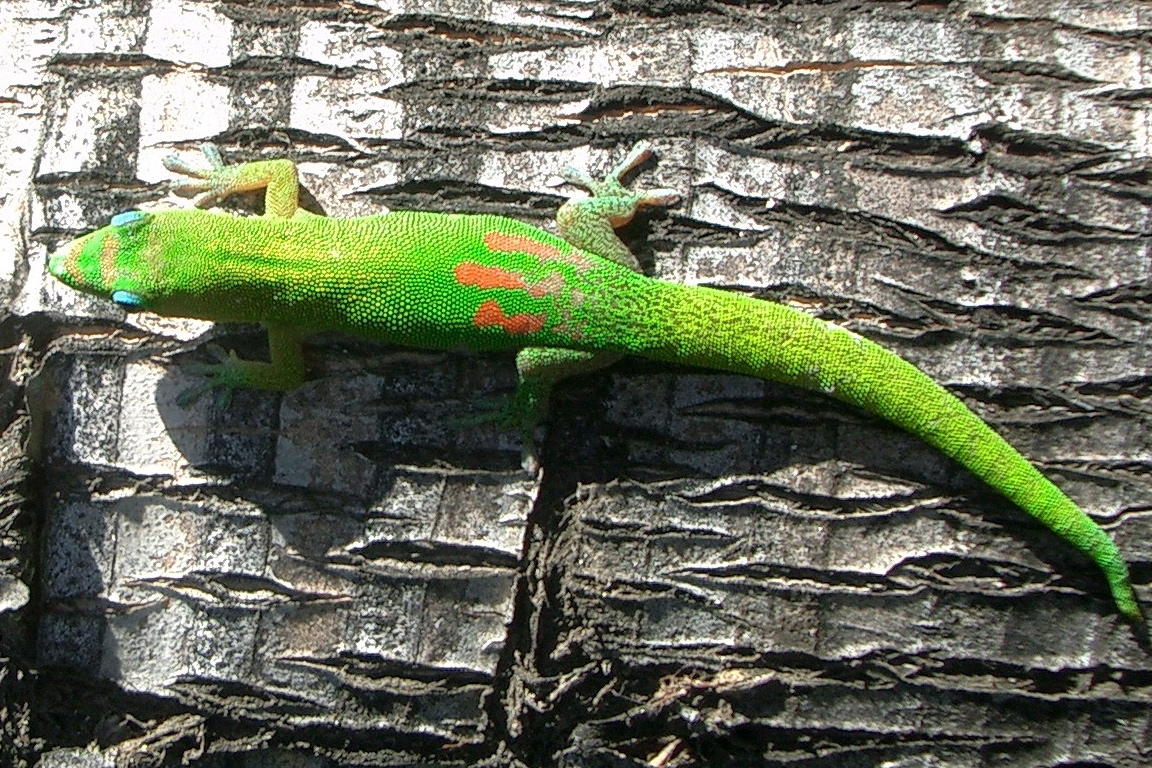
Phelsuma laticauda sur un tronc à Hawaii.
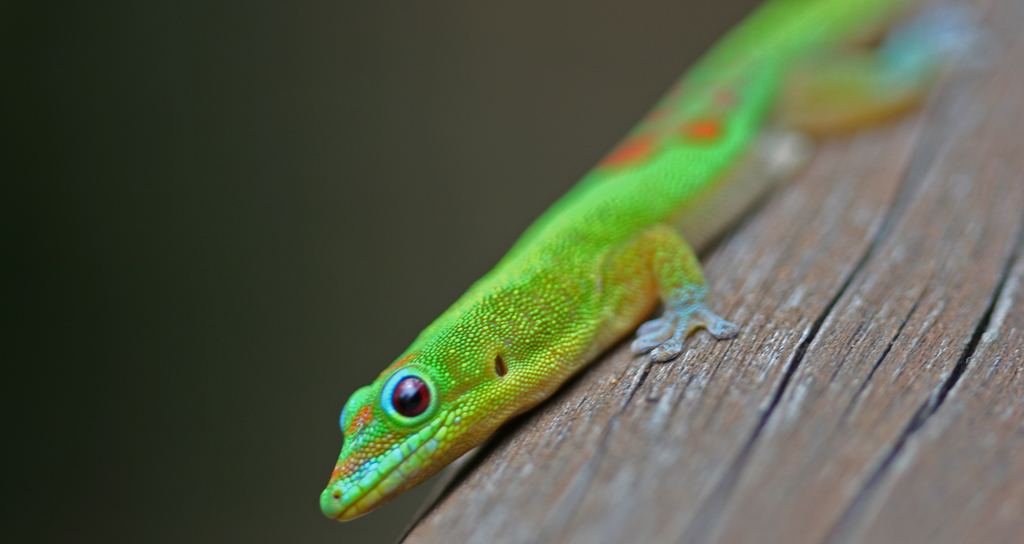
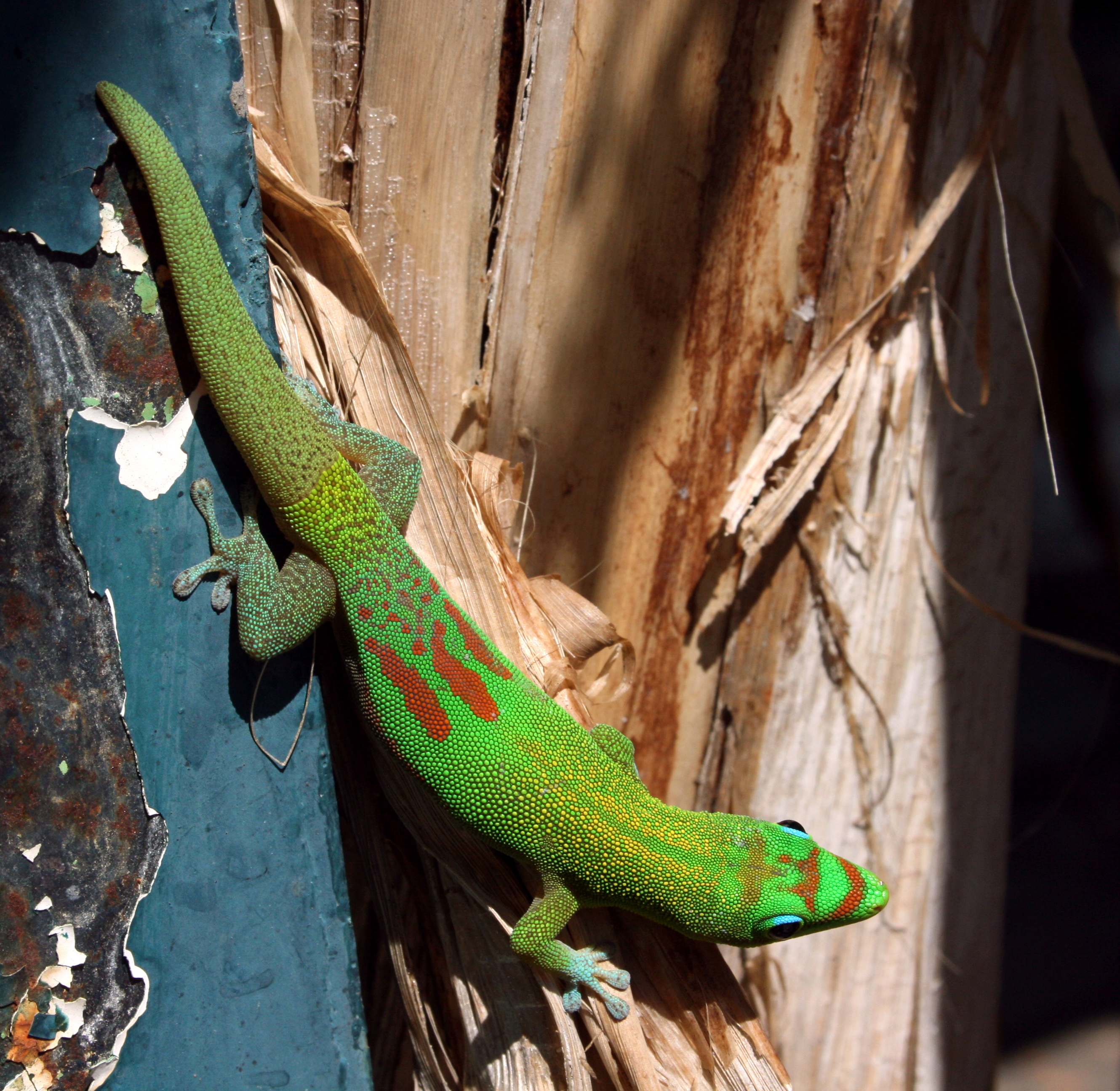

## Répartition
Cette espèce originellement endémique du nord de Madagascar a été introduite dans l'archipel des Comores, à La Réunion, à l'île Maurice, aux Seychelles, à Hawaii et en Polynésie française.
Ce lézard vit dans un milieu tropical chaud et humide aux températures approchant les 30 °C la journée pour descendre vers 20 °C la nuit, et une hygrométrie dépassant souvent les 70 %.
Il s'agit d'une espèce qui fréquente facilement les maisons, où elle peut établir son territoire.

## Liste des sous-espèces
Selon The Reptile Database (31 octobre 2012) :
- Phelsuma laticauda angularis Mertens, 1964
- Phelsuma laticauda laticauda (Boettger, 1880)

## Alimentation
Ces animaux sont insectivores et consomment la plupart des insectes de taille adaptée. Ils consomment également à l'occasion des fruits, dont ils lèchent le nectar dans les arbres.

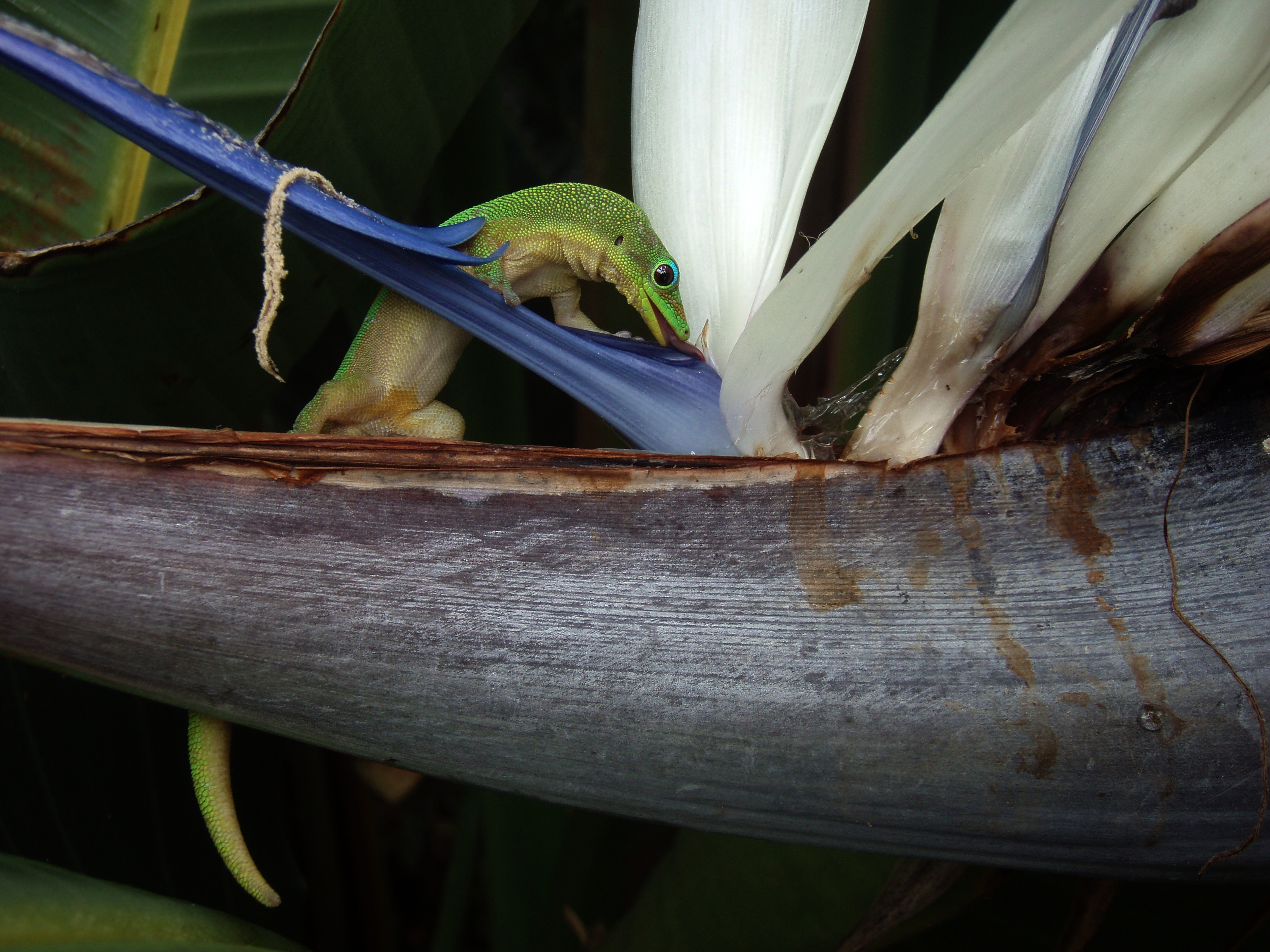
Un gecko à poussière d'or en train de s'alimenter.

## Éthologie

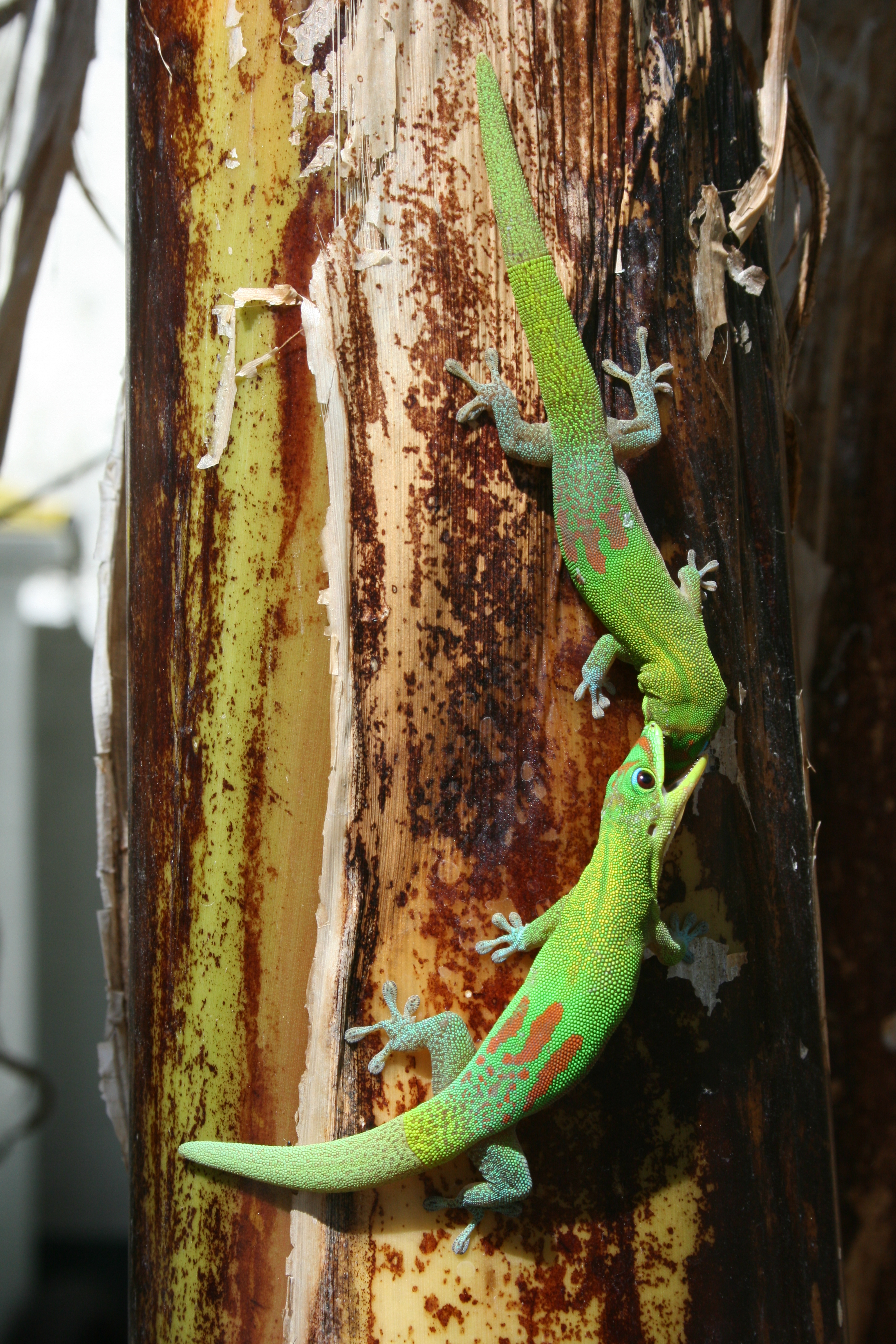
Combat de deux spécimens sur un bananier du centre-ville de Saint-Denis de La Réunion.

Les mâles sont très agressifs et se combattent lorsqu'ils se croisent, surtout en période de reproduction. Ceci se produit parfois également à l'encontre des femelles lorsque la densité de population est localement trop élevée.
Ce sont des animaux héliophiles, qui se chauffent régulièrement au soleil, dans les arbres. Ce comportement leur est, de plus, nécessaire pour synthétiser la vitamine D qui entre dans le processus de fixation du calcium sur les os.

## Reproduction
Cette espèce est adulte un peu avant la fin de sa première année. Les femelles pondent jusqu'à cinq fois, deux œufs à la fois. L'incubation dure entre quarante et cinquante jours.
Les petits mesurent de cinq à six centimètres à la naissance.

## Publications originales
- Boettger, 1880 : Diagnoses reptilium et batrachiorum novorum a Carolo Ebenau in insula Nossi-Bé Madagascariensi lectorum. Zoologischer Anzeiger, vol. 3, p. 279-283 (texte intégral).
- Mertens, 1964 : Fünf neue Rassen der Geckonengattung Phelsuma. Senckenbergiana Biologica, vol. 45, p. 99-112.